# سيرجيو سوسا
سيرجيو سوسا (بالإسبانية: Sergio Sosa)‏ هو لاعب كرة قدم أرجنتيني في مركز الهجوم، ولد في 15 مارس 1994 في سان مارتن في الأرجنتين. لعب مع Club Atlético Acassuso ‏.

## وصلات خارجية
- سيرجيو سوسا على موقع قاعدة بيانات كرة القدم.إي يو (الإنجليزية)
- سيرجيو سوسا على موقع Soccerway.com (الإنجليزية)